# Секст Квінтілій Вар (консул 453 року до н. е.)
Секст Квінті́лій Вар (лат. Sextus Quinctilius Varus; ? — 453 до н. е.) — політичний, державний і військовий діяч Римської республіки, консул 453 року до н. е.

## Біографія
Походив з патриціанського роду Квінтіліїв, його гілки Варів. Про батьків, дитячі та молоді роки його відомостей не збереглося.
453 року до н. е. його було обрано консулом разом з Публієм Куріацієм Фістом Трігеміном. Того року в Римі виникла моровиця ймовірно чуми, від чого помер й Секст Квінтілій.